# Appui-tête dans l'Égypte antique
 (mai 2024).
Si vous disposez d'ouvrages ou d'articles de référence ou si vous connaissez des sites web de qualité traitant du thème abordé ici, merci de compléter l'article en donnant les références utiles à sa vérifiabilité et en les liant à la section « Notes et références ».

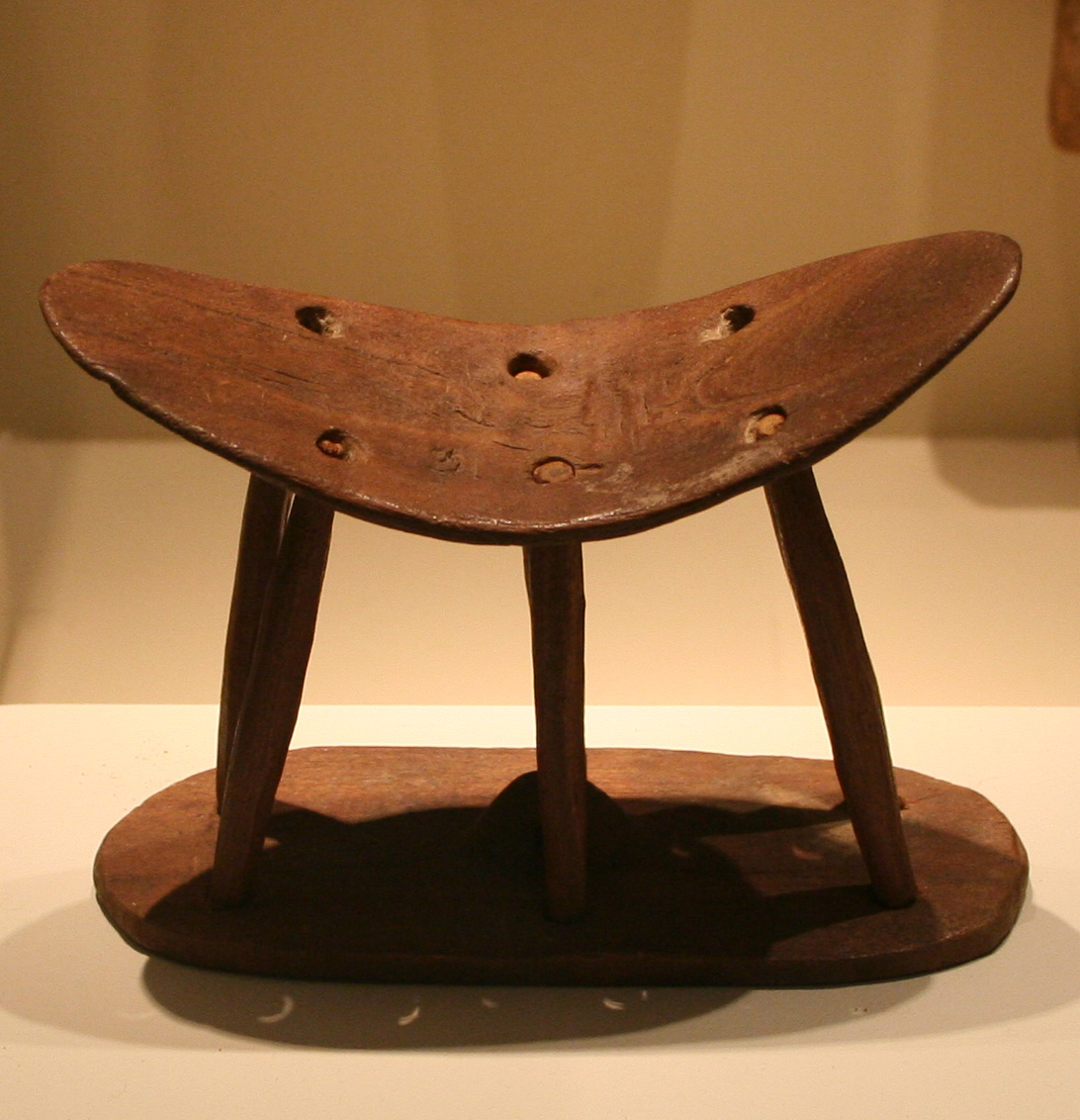
Appui-tête égyptien en bois

Les appuis-tête dans l'Égypte antique (ou appuies-tête) étaient très communs et, bien qu'ils n'aient pas l'air très confortables à première vue, ils étaient utilisés en quelque sorte comme oreillers. Leur usage est apparu dès la Ire dynastie et s'est poursuivi jusqu'à la période ptolémaïque. Ils sont le plus souvent en bois, parfois en albâtre, voire en marbre, en ivoire ou en céramique. Ceux en pierre étaient plutôt destinés aux usages funéraires.
| Q4 |

| Q4 |

## Description
D'environ une vingtaine de centimètres de haut, ils sont composés de trois parties, un socle sur lequel repose un petit pilier supportant une forme allongée évasée en son centre pour recevoir la base du crâne ; cette partie était généralement habillée de lin pour un plus grand confort. Mais ces « oreillers » étaient très durs et servaient visiblement à protéger la tête des dormeurs des insectes et à préserver leurs coiffures sophistiquées. Certaines découvertes portent toutefois à croire que des personnalités importantes auraient pu utiliser des sortes de coussins constitués de fibres tissées et de cire.
Le chevet était loin d'être aussi anodin qu'il n'en a l'air puisqu'il faisait partie du mobilier funéraire type. En fait, il faut distinguer les appuis-tête utilisés par les Égyptiens pour dormir, de ceux à vocation rituelle, souvent beaucoup plus décorés.
Ces chevets avaient une valeur protectrice : tout comme le dormeur, le mort était protégé par des figures aussi efficaces que celle du dieu Bès. Par ailleurs, le fait que la tête soit soulevée symbolisait le lever du soleil auquel le défunt renaissant est toujours comparé. Mais la fonction de ces objets rituels va plus loin : la tête des défunts était très importante pour leur devenir posthume.
Quand un corps se décompose, la tête a naturellement tendance a s'en détacher, et les Égyptiens, pour qui l'intégrité du corps momifié était cruciale, redoutaient cette éventualité. Aussi prenait-on garde à ce que la tête ne se détache pas du cadavre, parfois en consolidant l'attache naturelle de la nuque.

## Formule d'invocation de l'appui-tête

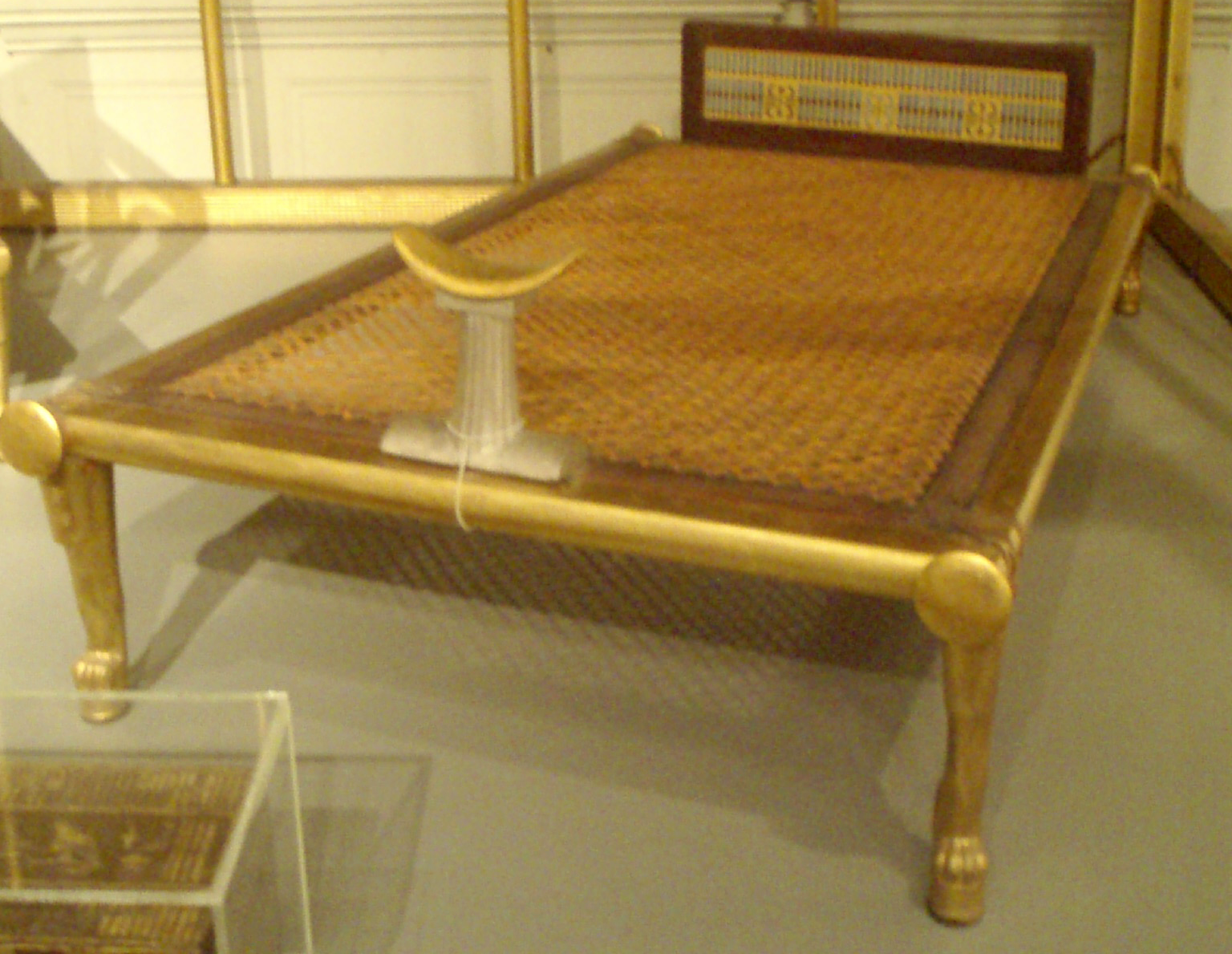
Lit et appui-tête de la reine Hétep-Hérès Ire, la mère de Khéops.

Les textes funéraires, en particulier le livre des Morts, faisaient grand cas du traitement de la tête et du visage : il fallait en prendre soin, y placer un masque funéraire et pourvoir le défunt d'un appui-tête, à la fois soutien et protection divine.
Le chapitre 166 du Livre des Morts est entièrement consacré à l'invocation de l'appui-tête :

« Formule pour le chevet. Les ménout t'éveillent, toi qui étais endormi : ils t'éveillent à l'horizon. Dresse-toi ! Tu as été proclamé victorieux de ce qui a été tramé contre toi, Ptah a renversé ton ennemi (...). Tu es Horus, fils d'Hathor, l'incandescent, fils de l'incandescente, celui à qui a été redonnée sa tête après qu'elle eut été tranchée ; ta tête ne te sera plus enlevée ensuite, ta tête ne te sera plus enlevée jamais. »

## Appui-tête dePépyII
Un appui-tête en ivoire autrefois peint, au nom du roi Pépi II, est exposé au musée du Louvre (N646). Sur le socle on peut lire :
ˁnḫ(w) ḥr nṯr ḫˁ.w n(y)-sw.t bjty nṯr ḫˁ.w nb.ty sḫm bjk nbw nfr kȝ rˁ d(w) ˁnḫ wȝs mj Rˁ
« L'Horus vivant. Celui dont les apparitions sont divines. le Roi de Haute et Basse-Égypte. Les apparitions des deux Maîtresses sont divines. Le faucon d'or est puissant. Le ka de Rê est parfait. Doué de vie et pouvoir comme Rê ».

## Appuis-tête de Toutânkhamon

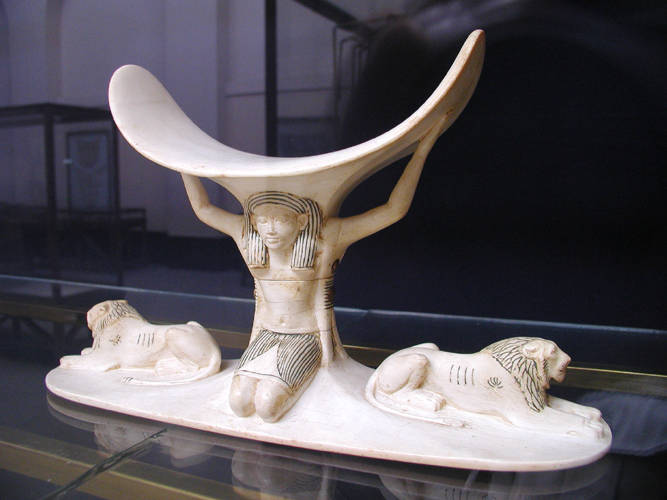
Appui-tête en ivoire de Toutânkhamon

Le tombeau de Toutânkhamon contenait le mobilier typique des chambres à coucher des riches Égyptiens du Nouvel Empire : pas moins de six lits entreposés dans l'antichambre et, dans l'annexe, huit appuis-tête.
L'un d'eux, en bois, est décoré de deux masques de Bès grimaçant, génie censé éloigner les démons responsables des cauchemars du dormeur et de chasser les divers ennemis du défunt.
Un autre (ci-contre), en ivoire, a pour pilier central une figure de Shou, symbole de l'air et du souffle de vie, soutenant sur ses épaules le réceptacle pour la tête. Le socle est ovale et de part et d'autre du dieu sont figurés deux lions couchés regardant dans deux directions opposées. Cet appui-tête mesure 17,5 cm de hauteur et 28,8 cm de largeur.
Un autre appui-tête est en deux parties identiques en faïence bleu turquoise. Au milieu de la petite colonne centrale, une sorte de joint en bois est recouvert d'une feuille d'or incisée de signes ânkh et ouas.
Un autre encore, très similaire, est composé de deux éléments en faïence bleu foncé reliés par une partie en or.
Ces quatre appuis-tête, inscrits du nom de leur propriétaire, Toutânkhamon, étaient entreposés dans une boîte. Dans une autre partie de la tombe, Howard Carter a découvert trois autres appuis-tête en bois, dépourvus de toute inscription et décoration. Le dernier appui-tête, lui aussi en bois et dédicacé du nom du jeune roi était agrémenté de chaque côté de la base de figures de Bès peintes en bleu.
En plus de ces huit appuis-tête, Toutânkhamon disposait de petites amulettes en forme de chevet servant de substitut à l'objet lui-même. Ce type d'amulette s'est largement répandu durant la période saïte et se trouvaient principalement dans les tombes privées. Elles étaient généralement en hématite et se plaçaient sur la région du cou.